# (34880) 2001 UN45
2001 يو أن 45 (ويعرف أيضًا باسم (34880) 2001 يو أن 45 وفق تسمية الكوكب الصغير) (بالإنجليزية: 2001 UN45)‏ هو كويكب ضمن حزام الكويكبات؛ وترتيبه 34880 من حيث الاكتشاف.
اكتُشف هذا الجُرم الفلكي بواسطة بحث لنكولن عن الكويكبات القريبة من الأرض في 17 أكتوبر 2001.

## وصلات خارجية
- (34880) 2001 UN45 في قاعدة بيانات مختبر الدفع النفاث لأجرام النظام الشمسي الصغيرة

- الاكتشاف · مخطط المدار ·  العناصر المدارية · المعلمات المادية

- (34880) 2001 UN45 على موقع ويكي سكاي: DSS2, SDSS, GALEX, IRAS, Hydrogen α, X-Ray, Astrophoto, Sky Map, Articles and images